# 22 tháng 3
Ngày 22 tháng 3 là ngày thứ 81 trong mỗi năm thường (ngày thứ 82 trong mỗi năm nhuận). Còn 284 ngày nữa trong năm.

## Sự kiện
- 238 – Gordianus I cùng con trai là Gordianus II được tuyên bố là những đồng hoàng đế của Đế quốc La Mã.
- 1471 – Quân Đại Việt chiếm được kinh thành Chà Bàn của Chiêm Thành, bắt Quốc vương Trà Toàn.
- 1894 – Trận đấu loại trực tiếp (playoff) đầu tiên cho giải Stanley Cup bắt đầu
- 1895 – Auguste và Louis Lumière trình chiếu phim (riêng tư) lần đầu tiên
- 1916 – Trước các áp lực từ trong và ngoài nước, Hoàng đế Trung Hoa đế quốc Viên Thế Khải tuyên bố thủ tiêu chế độ quân chủ, Trung Hoa Dân Quốc được phục hồi.
- 1930 – công nhân Nhà máy diêm Bến Thủy bãi công.
- 1939 – Chiến tranh thế giới thứ hai: Đức chiếm Memel của Litva
- 1945 – Liên đoàn Ả Rập được thành lập tại Cairo, Ai Cập với việc thông qua Nghị định thư Alexandria, các thành viên ban đầu gồm Ai Cập, Ả Rập Xê Út, Liban, Syria, Iraq, Yemen, và Jordan.
- 1946 – Hoa Kỳ trao trả quyền quản trị quần đảo Izu cho Nhật Bản.
- 1947 – Báo Vệ quốc quân ra số đầu tiên.
- 1955 – Đảng Nhân dân Cách mạng Lào thành lập.
- 1958 – Faisal của Ả Rập Xê Út trở thành Vua Saudi
- 1963 – Album đầu tay của ban nhạc The Beatles là Please Please Me phát hành tại Anh Quốc.
- 1973 – Việt Nam và Bỉ thiết lập quan hệ ngoại giao cấp đại sứ.
- 1995 – Nhà du hành vũ trụ Valeri Polyakov trở lại trái đất sau khi thiết lập kỷ lục mới ở ngoài khoảng không vũ trụ là 438 ngày
- 2024 – Vụ tấn công khủng bố đẫm máu tại nhà hát Crocus City Hall, ở Thủ đô Moscow khiến ít nhất 133 người Thiệt mạng

## Sinh
- 924 – Đinh Tiên Hoàng, Hoàng đế đầu tiên của Việt Nam (m. 979)
- 1459 – Maximilian I, hoàng đế Đế quốc La Mã Thần thánh (m. 1519)
- 1503 – Antonio Francesco Grazzini, nhà văn người Ý (m. 1583)
- 1712 – Edward Moore, nhà văn người Anh (m. 1757)
- 1720 – Nicolas-Henri Jardin, kiến trúc sư người Pháp (m. 1799)
- 1723 – Charles Carroll, chính khách người Mỹ (m. 1783)
- 1759 – Hedwig Elizabeth Charlotte of Holstein-Gottorp, nữ hoàng Thụy Điển, Na Uy (m. 1818)
- 1817 – Braxton Bragg, tướng Liên bang miền Nam người Mỹ (m. 1876)
- 1857 – Paul Doumer, tổng thống người Pháp (m. 1932)
- 1860 – Alfred Ploetz, thầy thuốc người Đức (m. 1940)
- 1866 – Jack Boyle, vận động viên bóng chày người Mỹ (m. 1913)
- 1868 – Robert Millikan, nhà vật lý, giải thưởng Nobel người Mỹ (m. 1953)
- 1878 – Michel Théato, vận động viên người Luxembourg (m. 1919)
- 1880 – Ernie Quigley, thể thao công chức người Canada (m. 1960)
- 1887 – Chico Marx, diễn viên hài, diễn viên người Mỹ (m. 1961)
- 1896 – He Long, Marshal người Trung Quốc (m. 1969)
- 1901 – Greta Kempton, nghệ sĩ người Mỹ (m. 1991)
- 1907
  - James Gavin, tướng, đại sứ người Mỹ (m. 1990)
  - Lúcia Santos, Nun người Bồ Đào Nha (m. 2005)
- 1908
  - Jack Crawford, vận động viên quần vợt người Úc (m. 1991)
  - Louis L'Amour, tác gia người Mỹ (m. 1988)
- 1909 – Gabrielle Roy, tác gia người Canada (m. 1983)
- 1910 – Nicholas Monsarrat, tiểu thuyết gia người Anh (m. 1979)
- 1912
  - Wilfrid Brambell, diễn viên người Ireland (m. 1985)
  - Karl Malden, diễn viên người Mỹ (m. 2009)
- 1915 – Georgiy Zhzhonov, diễn viên, nhà văn người Nga (m. 2005)
- 1917 – Virginia Grey, nữ diễn viên người Mỹ (m. 2004)
- 1918 – Cheddi Jagan, tổng thống Guyana (m. 1997)
- 1920
  - Werner Klemperer, diễn viên người Đức (m. 2000)
  - Ross Martin, diễn viên người Ba Lan (m. 1981)
- 1921 – Nino Manfredi, diễn viên người Ý (m. 2004)
- 1924 – Allen Neuharth, doanh nhân người Mỹ
- 1928
  - Carrie Donovan, thời trang chủ bút người Mỹ (m. 2001)
  - Ed Macauley, cầu thủ bóng rổ người Mỹ
- 1929 – P. Ramlee, diễn viên Malaysia (m. 1973)
- 1930
  - Derek Bok, luật sư, nhà sư phạm người Mỹ
  - Pat Robertson, televangelist người Mỹ
  - Stephen Sondheim, nhà soạn nhạc, nhà thơ trữ tình người Mỹ
- 1931
  - Burton Richter, nhà vật lý, giải thưởng Nobel người Mỹ
  - William Shatner, diễn viên người Canada
- 1933
  - Abolhassan Banisadr, tổng thống Iran nguyên
  - May Britt, nữ diễn viên người Thụy Điển
- 1934
  - Orrin Hatch, chính khách người Mỹ
  - Larry Martyn, hài kịch diễn viên người Anh (m. 1994)
- 1935 – M. Emmet Walsh, diễn viên người Mỹ
- 1936 – Roger Whittaker, ca sĩ người Anh
- 1937
  - Angelo Badalamenti, nhà soạn nhạc người Mỹ
  - Armin Hary, vận động viên người Đức
- 1939 – Jorge Ben Jor, nhạc sĩ người Brasil
- 1940
  - Dave Keon, vận động viên khúc côn cầu trên băng người Canada
  - Haing S. Ngor, Mỹ diễn viên người Campuchia (m. 1996)
- 1941
  - Billy Collins, nhà thơ người Mỹ
  - Bruno Ganz, diễn viên Thụy Sĩ
- 1942 – Bernd Herzsprung, diễn viên người Đức
- 1943 – George Benson, nhạc sĩ người Mỹ
- 1946 – Rudy Rucker, tác gia người Mỹ
- 1949 – Fanny Ardant, nữ diễn viên người Pháp
- 1952
  - Bob Costas, thể thao nhà bình luận người Mỹ
  - Jay Dee Daugherty, nhạc công đánh trống người Mỹ
- 1955
  - Pete Sessions, chính khách người Mỹ
  - Lena Olin, nữ diễn viên người Thụy Điển
  - Valdis Zatlers, tổng thống Latvia thứ 7
- 1957 – Stephanie Mills, nữ diễn viên, ca sĩ người Mỹ
- 1958 – Pete Wylie, ca sĩ, người sáng tác bài hát người Anh
- 1959 – Matthew Modine, diễn viên người Mỹ
- 1965
  - John Kordic, vận động viên khúc côn cầu trên băng người Canada (m. 1992)
  - Emma Wray, nữ diễn viên người Anh
- 1966 – Artis Pabriks, chính khách người Latvia
- 1967 – Mario Cipollini, vận động viên xe đạp người Ý
- 1970
  - Andreas Johnson, ca sĩ người Thụy Điển
  - Leontien van Moorsel, vận động viên xe đạp người Đức
- 1971 – Will Yun Lee, diễn viên người Mỹ
- 1972
  - Shawn Bradley, cầu thủ bóng rổ người Mỹ
  - Cory Lidle, vận động viên bóng chày người Mỹ (m. 2006)
  - Elvis Stojko, vận động viên trượt băng nghệ thuật người Canada
- 1973
  - Beverley Knight, ca sĩ người Anh
  - Joe Nedney, cầu thủ bóng đá người Mỹ
- 1974
  - Marcus Camby, cầu thủ bóng rổ người Mỹ
  - Philippe Clement, cầu thủ bóng đá người Bỉ
  - Kidada Jones, nữ diễn viên người Mỹ
- 1975
  - Cole Hauser, diễn viên người Mỹ
  - Jiří Novák, vận động viên quần vợt người Séc
- 1976
  - Teun de Nooijer, vận động viên khúc côn cầu người Đức
  - Reese Witherspoon, nữ diễn viên người Mỹ
- 1977 – Joey Porter, cầu thủ bóng đá người Mỹ
- 1978 – Tom Poti, vận động viên khúc côn cầu chuyên nghiệp
- 1979
  - Aaron North, nhạc sĩ người Mỹ
  - Juan Uribe, vận động viên bóng chày người Dominica
- 1981 – MIMS, ca sĩ nhạc Rapp người Mỹ
- 1985 – Mike Jenkins, cầu thủ bóng đá người Mỹ
- 1988 – Tania Raymonde, nữ diễn viên người Mỹ
- 1992 – Luke Freeman, cầu thủ bóng đá người Anh
- 1984 – Trương Tử Lâm, hoa hậu thế giới 2007 người Trung Quốc
- 1986 – Jeon Boram, nữ ca sĩ, diễn viên người Hàn Quốc
- 1996 - Jang Mi, nữ ca sĩ, diễn viên người Việt Nam
- 2001 – Ham Wonjin, nam ca sĩ, thành viên nhóm Cravity

## Mất
- 1011 – Khuông Việt, thiền sư, Tăng thống đầu tiên của trong lịch sử Phật giáo Việt Nam (s. 933)
- 1471 – Giáo hoàng Paulus II, (s. vào 1418)
- 1418 – Dietrich of Nieheim, sử gia người Đức
- 1602 – Agostino Carracci, nghệ sĩ người Ý (s. 1557)
- 1687 – Jean Baptiste Lully, nhà soạn nhạc Pháp, (s. vào 1632)
- 1758 – Jonathan Edwards, bộ trưởng người Mỹ (s. 1703)
- 1772 – John Canton, nhà vật lý người Anh (s. 1718)
- 1820 – Stephen Decatur, sĩ quan hải quân người Mỹ (s. 1779)
- 1832 – Johann Wolfgang von Goethe, nhà văn người Đức (s. 1749)
- 1840 – Étienne Bobillier, nhà toán học người Pháp (s. 1798)
- 1880 – Võ Thị Viên, phong hiệu Nhất giai Lương phi, phi tần của vua Thiệu Trị nhà Nguyễn (s. 1815).
- 1896 – Thomas Hughes, tiểu thuyết gia người Anh (s. 1822)
- 1924 – William Macewen, bác sĩ giải phẫu người Scotland (s. 1848)
- 1925 – Aleksandr Myasnikyan, lãnh đạo bolshevik người Armenia (s. 1886)[1]
- 1934 – Theophilos Hatzimihail, họa sĩ người Hy Lạp (s. 1870)
- 1951 – Willem Mengelberg, người chỉ huy dàn nhạc người Đức (s. 1871)
- 1952 – Dave Macon, nhạc sĩ người Mỹ (s. 1870)
- 1958 – Mike Todd, nhà sản xuất phim người Mỹ (s. 1909)
- 1977 – A.K. Gopalan, nhà cộng sản lãnh tụ Ấn Độ (s. 1904)
- 1978 – Karl Wallenda, nghệ sĩ nhào lộn người Đức (s. 1905)
- 1986
  - Mark Dinning, ca sĩ người Mỹ (s. 1933)
  - Charles Starrett, diễn viên người Mỹ (s. 1903)
- 1990 – Gerald Bull, kĩ sư người Canada (s. 1928)
- 1991
  - Léon Balcer, chính khách người Pháp (s. 1917)
  - Gloria Holden, nữ diễn viên người Mỹ (s. 1908)
- 1994 – Walter Lantz, người vẽ tranh biếm hoạ người Mỹ (s. 1900)
- 1999 – David Strickland, diễn viên người Mỹ (s. 1969)
- 2003 – Terry Lloyd, phóng viên người Anh (s. 1952)
- 2005 – Kenzo Tange, kiến trúc sư người Nhật Bản (s. 1913)
- 2007 – Uppaluri Gopala Krishnamurti, nhà triết học Ấn Độ (s. 1918)
- 2015 – Đồng Văn Khuyên, Trung tướng Quân lực Việt Nam Cộng hòa (s. 1927)
- 2021 – Elgin Baylor (s. 1934)

## Ngày lễ và kỷ niệm
- Ngày Nước Thế giới.